# Niżnij Subasz
Niżnij Subasz (ros. Нижний Субаш) – wieś (dieriewnia) w Rosji, w Tatarstanie, w rejonie bałtasińskim. W 2010 liczyła 144 mieszkańców.